# Cristina Bontaș
Cristina Bontaş, poi Tăntaru (Ştefan cel Mare, 5 dicembre 1973), è un'ex ginnasta rumena.

## Palmarès

### Olimpiadi
- 2 medaglie:
  - 1 argento (Barcellona 1992 a squadre)
  - 1 bronzo (Barcellona 1992 nel corpo libero)

### Mondiali
- 6 medaglie:
  - 1 oro (Indianapolis 1991 nel corpo libero)
  - 2 argenti (Stoccarda 1989 a squadre; Stoccarda 1989 nel volteggio)
  - 3 bronzi (Stoccarda 1989 nel corpo libero; Indianapolis 1991 a squadre; Indianapolis 1991 nell'all-around)

### Europei
- 3 medaglie:
  - 1 argento (Atene 1990 nel volteggio)
  - 2 bronzi (Bruxelles 1989 nel volteggio; Bruxelles 1989 nel corpo libero)

### Coppa del mondo
- 1 medaglia:
  - 1 bronzo (Bruxelles 1990 nella trave)